# Гусов Андрій Леонідович
Андрій Леонідович Гусов (народився 16 листопада 1969 у м. Мінську, СРСР) — білоруський хокеїст, нападник. Головний тренер «Шахтаря» (Солігорськ). 
Виступав за «Динамо» (Мінськ), «Подгале» (Новий Тарг), СМС I (Варшава), КТХ «Криниця», «Ак Барс» (Казань), «Амур» (Хабаровськ), «Динамо-Енергія» (Єкатеринбург), «Керамін» (Мінськ), «Валь-Пустерія Вулвз».
У складі національної збірної Білорусі провів 32 матчі (9 голів, 7 передач); учасник чемпіонатів світу 1994 (група C), 1995 (група C).
Чемпіон Польщі (1995, 1996, 1997).
Очолював «Керамін» (Мінськ) (2006—09), молодіжну збірну Білорусі (2008), «Динамо» (Мінськ) (з 2009).